# Asprona (Valladolid)
Asprona (Asociación Pro Deficientes Mentales de Valladolid) es una organización sin ánimo de lucro, declarada de interés social y de utilidad pública, para la defensa de los derechos de las personas con discapacidad intelectual y de sus familias en la provincia de Valladolid. Asprona forma parte de la Confederación Española de Organizaciones en favor de las Personas con Discapacidad Intelectual (Plena Inclusión), movimiento que aglutina el esfuerzo de las organizaciones del sector.
Asprona tiene 973 socios; 897 trabajadores, 567 de ellos con discapacidad; 1.445 personas atendidas y 140 voluntarios.

## Historia
Esta asociación nació el 28 de enero de 1962 como asociación de padres de personas con discapacidad intelectual.
Poco a poco ha desarrollado una amplia red de centros y servicios para satisfacer las necesidades de los discapacitados. Dada su experiencia y trayectoria, puede ser considerada como la organización más representativa del sector de atención a personas con discapacidad intelectual en Valladolid.
Desde 1978 organiza en Valladolid la conocida como «marcha Asprona», un evento lúdico y deportivo con objetivos de financiación, en el que los corredores son patrocinados por personas y entidades en función del número de kilómetros de la marcha que logran cubrir. Los ingresos van a parar a la Asociación o a alguno de sus objetivos. Se trata de la caminata solidaria más antigua de España.
En 2008 creó con otras cinco asociaciones de su misma naturaleza y ámbito la Fundación Personas, que continúa con la misión institucional de sus fundadoras.